# Kaufhalle AG
Kaufhalle AG was een warenhuisformule binnen de Kaufhof-groep voor het lage prijssegment. Het hoofdkantoor van het bedrijf bevindt zich vanaf het begin in Keulen. In september 2000 werd de exploitatie van de warenhuizen Kaufhalle, Kaufcenter en M. Multistore beëindigd. Deze werden verkocht aan de Italiaanse textielretailer Oviesse. De naam Kaufhalle/Multistore bleef tot 2005 bij een aantal vestigingen behouden. Sindsdien is het bedrijf een vastgoedvennootschap.

## Geschiedenis

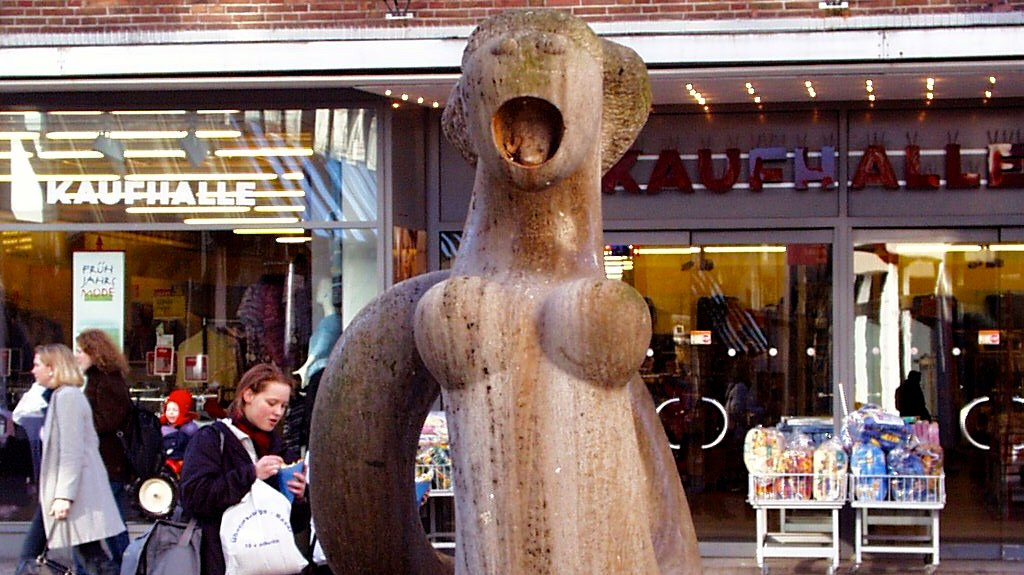
Kaufhalle 2009 op de Holm in Flensburg

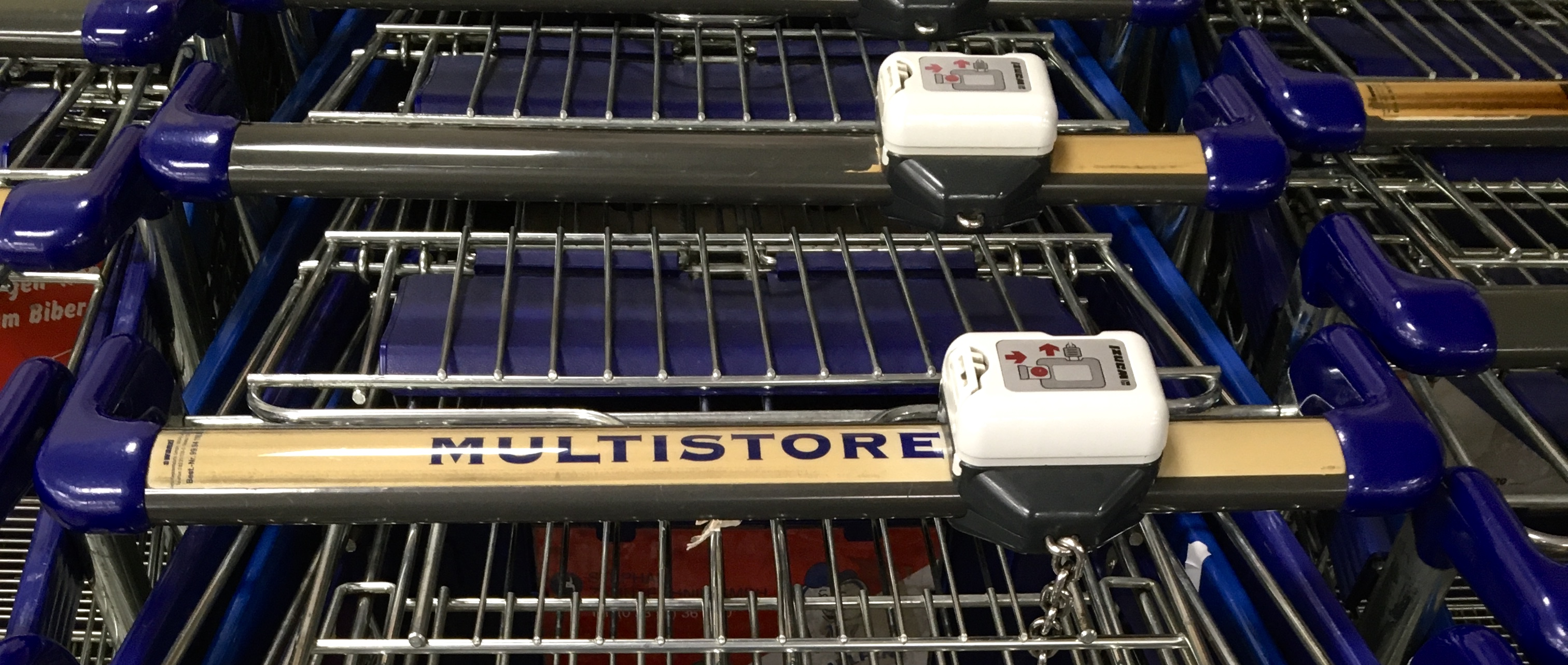
MULTISTORE winkelwagens uit de begintijd in een voormalig filiaal in Solingen.

### Beginjaren
Het bedrijf werd in 1925 door Leonhard Tietz AG (later Kaufhof AG) opgericht als Ehape Einheitpreis-Handelsgesellschaft mbH. In 1927 werd de onderneming omgezet in een AG (Naamloze Vennootschap). In 1937 werd de naam veranderd in Rheinische Kaufhalle AG. De vestigingen van Kaufhalle bevonden zich vaak in de directe omgeving van het moederbedrijf. Sommige waren voormalige Kaufhof-vestigingen die niet meer groot genoeg waren voor een Kaufhof-vestiging. Uiterlijk was de relatie tussen Kaufhof en Kaufhalle te zien aan de belettering, omdat het hetzelfde lettertype was. De kleur van het logo van Kaufhalle was rood, dat van Kaufhof was groen.

### Concurrenten
De belangrijkste concurrenten waren:
- Woolworth: Woolworth is sinds de jaren 1920 actief op de Duitse markt. Na 1990 was Woolworth de enige grote concurrent op de Duitse markt.
- Bilka: Bilka was de lageprijsdivisie van Hertie.
- Kepa: Kepa was tot 1980 de lageprijsdivisie van Karstadt.
- DeFaKa: DeFaKa was de lageprijsdivisie van Horten AG.

### De drie winkelformules in de jaren 1990
Na de overname van de Bilka-huizen had het bedrijf meer dan 110 vestigingen en was daarmee vertegenwoordigd in bijna alle regio's van Duitsland. Jarenlang was er onvoldoende geïnvesteerd, waardoor de reputatie daalde en het tekort groeide. Het jaarresultaat over 1994 in het warenhuis was min 4,2 miljoen Duitse mark. In de nieuwe deelstaten alleen was er al een min van 15 miljoen Duitse mark. Aangezien de aandeelhouder Metro AG, die inmiddels de Kaufhof-groep had overgenomen, de onrendabele keten wilde verkopen, werden enkele filialen binnen de groep anders ingezet voor meer lucratieve doeleinden en gebruikt als "MediaMarkt" ter aanvulling van het warenhuis Kaufhof, of als een "Sportarena".
Uiteindelijk bleven er 99 vestigingen, twee logistieke centra en het hoofdkantoor in Keulen over, die Metro overdroeg aan de beheersmaatschappij “Divaco”. In dit bedrijf bracht de Metro-groep alle bedrijven samen die niet meer tot het kerngebied behoorden. De overige vestigingen bevonden zich op zeer verschillende aantrekkelijke locaties, waarvoor de nieuwe eigenaar al geruime tijd op zoek was naar geïnteresseerden. Ondertussen werd het vestigingennetwerk gemoderniseerd en werden drie verkoopmerken tegelijk aangestuurd.
- Kaufhalle: dit waren meestal oudere filialen en filialen op B- of zelfs C-locaties.
- Kaufcenter: Deze formule werd in de jaren 1980 gebruikt voor de wat grotere warenhuizen. Ze zagen er een beetje beter uit omdat ze nieuwer waren. Maar het logo liet op het eerste gezicht zien waar de oorsprong lag. Na de hereniging werden een aantal vestigingen in de nieuwe deelstaten ook wel “Kaufcenter” genoemd, omdat de term “Kaufhalle" daar vroeger gebruikt werd in de betekenis van supermarkt .
- (M.) multistore: Het "multistore"-concept werd in de jaren negentig geïntroduceerd. De nieuwe basiskleur was blauw. Het logo is binnen een paar jaar twee keer gewijzigd. De eerste filialen droegen gewoon letters in hoofdletters. Bij de eerste wijziging werden de letters in kleine letters geschreven en aangevuld met het voorvoegsel "M." in een vierkant, waarbij de extra M geen betekenis had. In versie 2.2 is de punt na de M in het kader van het vierkant geplaatst. Met de multistore- vestigingen werd getracht het verouderde, soms negatieve imago van het merk "Kaufhalle" los te laten en nieuwe doelgroepen aan te boren met een nieuwe naam en gerenoveerde warenhuizen. In 1997 werden de eerste vier Multistore-vestigingen geopend in Paderborn, Passau, Kaufbeuren en Solingen.

### Verkoop, teruggave en sluiting

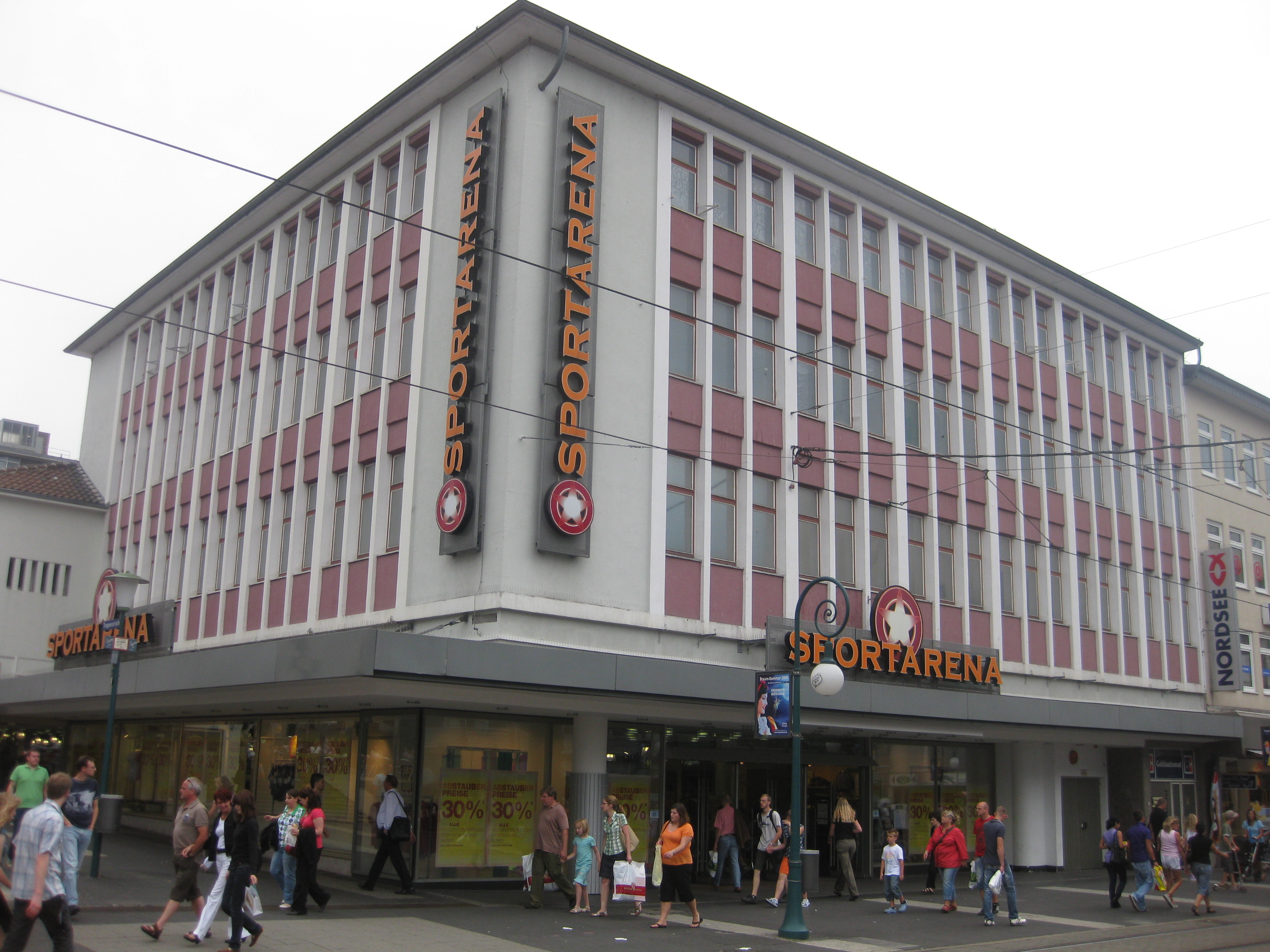
De voormalige vestiging in Kassel werd in 1999 omgebouwd tot "Sportarena"

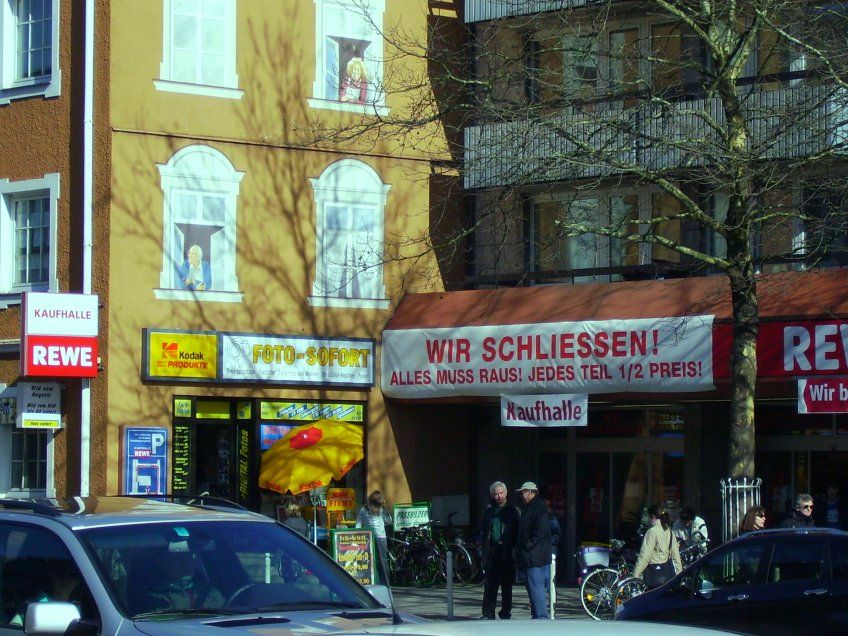
Kaufhalle München, Fürstenrieder Straße kort voor de sluiting (februari 2007)

In 2000 vond Divaco een bedrijf, die het warenhuisbedrijf als geheel wilde overnemen. Destijds had Gruppo Coin, de grootste Italiaanse textielverkoper, plannen om winkels buiten zijn thuisland te openen. Hiervoor was de dochterbedrijf Oviesse geselecteerd. In september 2000 gingen de operationele zaken met 5000 medewerkers, twee logistieke centra, een hoofdkantoor en de 99 winkels van de Kaufhalle over naar Oviesse. Gruppo Coin hoefde niets te betalen, maar ontving  64 miljoen euro toe van Divaco, omdat Divaco anders geld had moeten blijven investeren in de verlieslatende keten. De vestiging in Ulm was de eerste die werd omgebouwd tot Oviesse.
In 2002 had Oviesse ondanks de verliezen van de Duitse dochteronderneming nog steeds vertrouwen en beschreef Duitsland als kernmarkt voor de Coin-groep. De Duitse krant Handelsblatt sprak van de "comeback van het dood verklaarde warenhuis". Het verlies was 45 miljoen euro met een omzet van 189 miljoen euro. Volgens de Duitse baas Dieter von Aspern was het de bedoeling dat 50 winkels behouden zouden blijven en de rest zou sluiten. In de herfst van 2003 werden echter 71 warenhuizen gesloten, waar destijds 1.600 mensen werkten. Slechts 17 filialen bleven open. Woolworth nam in 2004 vijf vestigingen over (Keulen, Neurenberg, Passau, Remscheid en Solingen). Volgens schattingen zou Oviesse 50 miljoen euro aan Kaufhalle hebben betaald voor het sluiten en afstaan van de filialen.
Op sommige locaties waren er zelfs jaren nadat Oviesse de operationele zaken had opgegeven, nog filialen met de oude namen. Zo was er een warenhuis in München en een M. multistore in het centrum van Stuttgart. Sommige winkels zijn opnieuw geactiveerd als M. multistore. In 2007 werden uiteindelijk alle vestigingen gesloten.

## Kaufhalle AG als vastgoedvennootschap na september 2000

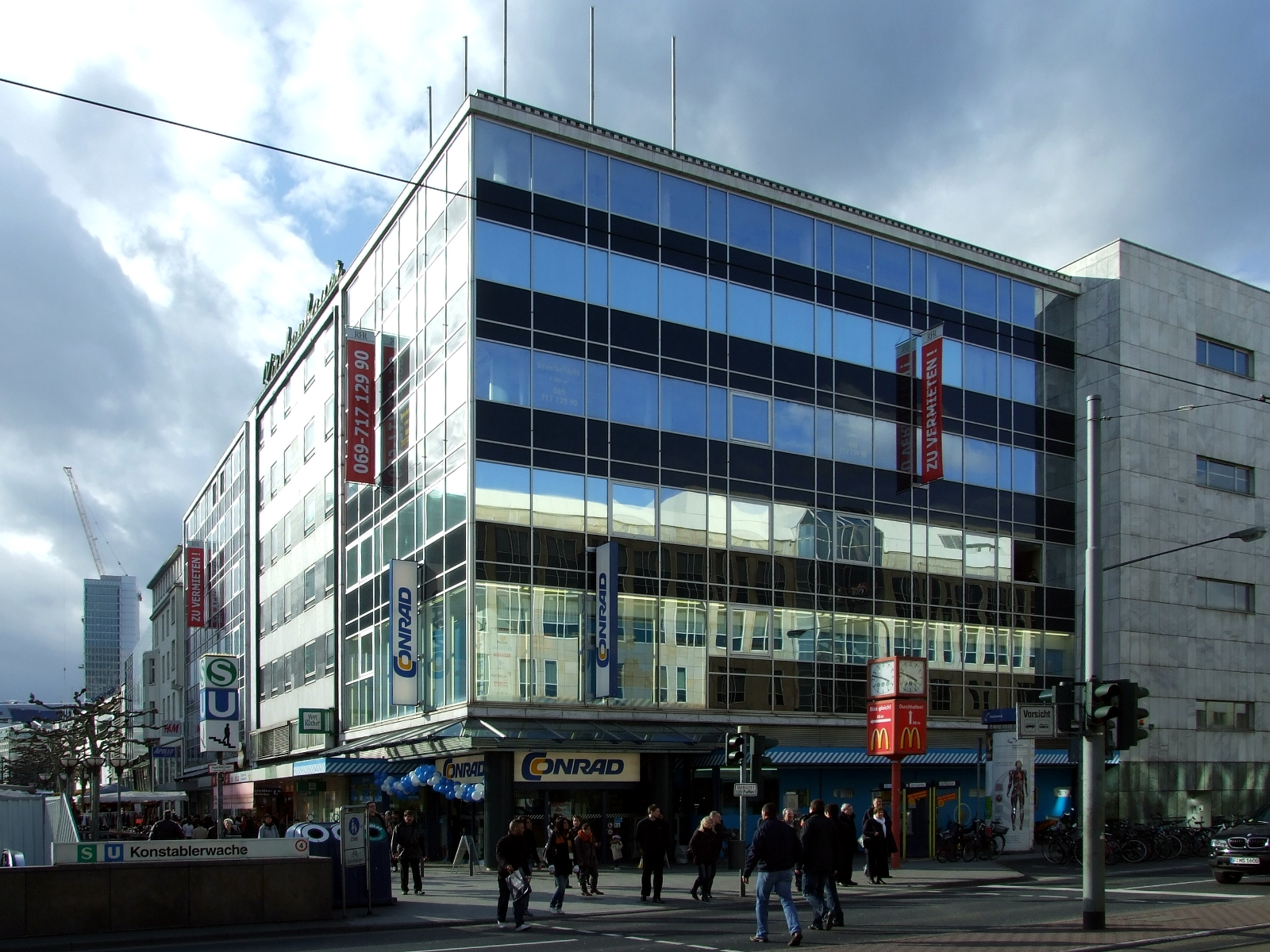
Voormalig warenhuis aan de Konstablerwache in Frankfurt, tegenwoordig half H&M (links) en half Conrad (naar rechts)

Na de overdracht van de operationele activiteiten werd Kaufhalle AG een pure vastgoedonderneming. Ze verhuurde de filialen aan Oviesse, waarvan vele filialen nog steeds "Kaufhalle" heetten. Met de beslissing van Oviesse om de Duitse markt op te geven, ontving Kaufhalle een transfersom van 50 miljoen euro voor het resulterende huurverlies. Sinds Oviesse de panden had verlaten, probeerde Kaufhalle haar panden opnieuw te verhuren. In 2007 werden 38 Kaufhalle-panden verkocht aan Dawnay Day, een Brits bedrijf dat ook de Hertie-warenhuizen in Duitsland exploiteerde. Sinds 2003 is Kaufhalle AG indirect eigendom van WestLB (49,5 %), Metro (49 %) en Provinzial Rheinland (1,5 %). De nakoming van pensioen- en uitkeringsverplichtingen aan voormalige Kaufhalle-medewerkers is in 2010 overgedragen aan Providus GmbH in Langenburg.

## Voormalige vestigingen
- Aken, Adalbertstraße 39
- Aalen, Wilhelm-Merz-Straße 41
- Alsdorf, Broicher Straße 110
- Ansbach, Ritter-von-Lang-Allee 7
- Aschaffenburg, Herstallstraße 38
- Augsburg, Annastraße 21
- Aurich, Am Pferdemarkt 5
- Backnang, Grabenstraße 18
- Bad Hersfeld, Breitenstraße 21
- Bad Salzuflen, Schloßstraße 36a
- Bad Segeberg, Bahnhofstraße 7–9
- Bayreuth, Tunnelstraße
- Bergheim
- Bergisch Gladbach, Refrather Weg 1
- Bergneustadt, Kölner Straße 222
- Bielefeld, Bahnhofstraße 39
- Bonn, Remigiusstraße
- Bochum, Kortumstraße
- Bremen, Hutfilterstraße 24–30
- Bremen-Vegesack, Gerhard-Rohlfs-Straße 67
- Berlin-Hohenschönhausen
- Brühl, Markt 11
- Cloppenburg, Lange Straße 26–30
- Darmstadt, Ludwigstraße 12–14
- Deggendorf, Luitpoldplatz 17
- Dortmund, Westenhellweg 42
- Düsseldorf, Nordstraße 116
- Duisburg, Hamborner Altmarkt 20
- Duisburg, Fischerstraße 106
- Duisburg, Friedrich-Alfred-Straße 82
- Duisburg, Oststraße 132–136
- Dresden, Schloßstraße 3
- Emden, Neutorstraße 35
- Esslingen, Bahnhofstraße 18–20
- Fellbach, Bühlstraße 138,
- Flensburg, Holm 48–52
- Fürstenfeldbruck, Oskar-von-Miller-Straße 2
- Frankenthal (Pfalz), Wormser Straße 8
- Frankfurt Hauptwache
- Frankfurt Konstablerwache
- Frankfurt, Elbestraße 27/Kaiserstraße
- Frankfurt, Leipziger Straße 43
- Frankfurt/Oder, Dresdner Platz 1
- Frechen, Hauptstraße 61–67
- Fürth/Bayern, Schwabacher Straße
- Geilenkirchen, Haihover Str.
- Gelsenkirchen, Bahnhofstraße
- Gießen
- Gummersbach, Dieringhauser Straße 85
- Hagen, Elberfelder Straße 7
- Halle, Neustädter Passage 12
- Hamburg, Billstedter Platz 39
- Hamburg, Fuhlsbüttler Straße 182
- Hannover, Lister Meile 77
- Hamm, Westring 2–4
- Heide, Hamburger Straße 145
- Heidelberg, Hauptstraße 9
- Herne CityCenter, Bahnhofstraße 5
- Hildesheim, Bahnhofsplatz 7
- Kaiserslautern, Fruchthallstraße 29
- Kamp-Lintfort, Moerserstraße 221
- Karlsruhe, Kaiserstraße 211–213
- Kassel, Königstrasse/Treppenstrasse
- Kaufbeuren, Schmiedgasse 26–30
- Kerpen, Sindorfer Str. 65-69
- Koblenz Löhrstraße
- Köln, Hansaring 97
- Köln, Hohenzollernring 2–6
- Köln, Hohe Straße 125–131
- Köln, Schildergasse 94–96a
- Köln, Sülzburgstraße 44–46
- Köln, Venloer Straße 310
- Köln, Wiener Platz 1
- Krefeld, Hochstr. 57
- Lahr, Mietersheimer Hauptstraße 75
- Leverkusen, Nobelstraße 3
- Lingen, Lookenstraße
- Lindlar, Dr.-Meinerzhagen-Straße 10
- Ludwigshafen, Ludwigstr. 11
- Lübbecke, Zeiss-Straße
- Lüdenscheid, Sternplatz 1
- Mönchengladbach, Hindenburgstraße 169
- Moers, Steinstraße 30
- Mainz, Große Bleiche 16
- Mannheim, Planken Strohmarkt
- München, Fürstenrieder Straße 57–59
- München, Landsberger Straße 513
- München, Neuhauser Straße 39
- Neumünster, Baeyerstraße 1
- Neuss, Niederstraße 28
- Nürnberg, Bucher Straße 41 nähe Friedrich-Ebert-Platz
- Nürnberg, Karolinenstraße
- Nürnberg, Wölckernstraße 9
- Nordhorn, Friedrich-Ebert-Straße 2
- Oberhausen, Bahnhofstraße 44
- Oberhausen, Marktstraße
- Oldenburg (Oldb.), Lange Straße 67–69
- Osnabrück, Große Straße 53
- Paderborn, Westernstraße 2
- Passau, Bahnhofstraße 19
- Pforzheim, Leopoldplatz
- Pirmasens, Schloßstraße 21
- Recklinghausen, Bochumer Straße 138
- Remscheid, Alleestraße 51
- Rosenheim, Kufsteiner Straße
- Rostock, Warnowallee
- Saarbrücken, Bahnhofstraße 65–67
- St. Ingbert, Kaiserstraße 71
- Schweinfurt, Oskar-von-Miller-Straße 6
- Schwerte, Hüsingstraße 30
- Siegburg, Bahnhofstraße 9
- Siegen, Bahnhofstraße
- Siegen-Weidenau, Siegerland Centrum
- Solingen, Hauptstraße 74–76
- Straubing, Ludwigsplatz 18
- Stuttgart, Königstraße 23
- Troisdorf, Kölner Straße 2
- Uelzen, Lüneburger Straße 27
- Ulm
- Verden, Blumenwisch 2
- Viernheim RNZ
- Waldbröl, Brölbahnstraße 1–5
- Waldkraiburg, Berliner Straße 11
- Wiesbaden
- Wittenberg, Collegienstraße 90/91
- Wolfsburg
- Wuppertal-Barmen, Werth 55
- Wuppertal Elberfeld, Wall 22–24
- Zweibrücken, Hauptstraße 10–12
- Zittau, Bautzener Straße 7–9